# Joseph Pathalil
Joseph Pathalil (* 26. Januar 1937 in Nedumkunnam, Britisch-Indien; † 14. April 2022 in Udaipur, Rajasthan) war ein indischer Geistlicher und römisch-katholischer Bischof von Udaipur.

## Leben
Joseph Pathalil empfing am 21. September 1963 das Sakrament der Priesterweihe für das Bistum Ajmer und Jaipur. Pathalil war zunächst als Pfarrvikar in Maska Mahuri tätig, bevor er 1966 Pfarrer in Ambapara wurde. Ab 1972 war er Pfarrer der Pfarrei Holy Spirit in Dungarpur. Daneben gehörte er dem Priesterrat und dem Konsultorenkollegium des Bistums Ajmer und Jaipur an.
Papst Johannes Paul II. ernannte ihn am 3. Dezember 1984 zum ersten Bischof des mit gleichem Datum errichteten Bistums Udaipur. Die Bischofsweihe spendete ihm der Bischof von Ajmer und Jaipur, Ignatius Menezes, am 14. Februar 1985 in der Kathedrale Our Lady of Fatima in Udaipur; Mitkonsekratoren waren Antony Padiyara, Erzbischof von Changanacherry, und Leo D’Mello, emeritierter Bischof von Ajmer und Jaipur. Sein Wahlspruch Deus adjuva me („Hilf mir, Gott“) stammt aus Ps 109,26 .
Am 21. Dezember 2012 nahm Papst Benedikt XVI. seinen altersbedingten Rücktritt an. Danach lebte Joseph Pathalil in der St. Paul Fathers Residence in Udaipur. Er starb am 14. April 2022 im Paras JK Hospital in Udaipur.

## Schriften
- Our missions, an analysis of the present situation. In: Poona Athenaeum studies. Band 1, 1962, OCLC 61772462 (englisch).